# Форан, Дик
Дик Форан (англ. Dick Foran), полное имя Джон Николас Форан (англ. John Nicholas Foran; 18 июня 1910 года — 10 августа 1979 года) — американский актёр театра, кино и телевидения 1930—1960-х годов.
Наиболее значимыми фильмами с участием Форана были «Опасная» (1935), «Окаменелый лес» (1936), «Чёрный легион» (1937), «Сёстры» (1938), «Четыре дочери» (1938), «Дом о семи фронтонах» (1940), «Моя цыпочка» (1940), «Рука мумии» (1940), «На флоте» (1941), «Форт Апачи» (1948), «Пожалуйста, убей меня» (1956) и «Риф Донована» (1963).

## Ранние годы жизни
Дик Форан родился 18 июня 1910 года во Флемингтоне, Нью-Джерси. Он был первым из пяти сыновей члена Сената штата Нью-Джерси от Республиканской партии Артура Форана.
После окончания школы Форан поступил в Принстонский университет, где изучал геологию и одновременно демонстрировал отличные результаты в таких видах спорта, как бейсбол, хоккей и лякросс. Он также посещал занятия по искусству, где проявил особый интерес к актёрской игре.
В 1934 году Форан окончил Принстон, однако решил сделать музыкальную карьеру. Он изучал музыку в Leibling Studio в Нью-Йорке и получил работу на радио. Обладая красивым певческим голосом, Форан начал петь на радио. Когда попытка создать собственный оркестр не удалась, Форан поступил на работу в качестве специального следователя в Железнодорожную компанию Пенсильвании.
Летом во время отпуска Форан направился в Лос-Анджелес, где популярный композитор Лев Браун организовал для него прослушивание на киностудии Fox, и вскоре студия заключила с ним контракт.

## Карьера в кинематографе
В 1934 году Форан дебютировал в кино под именем Ник Форан в музыкальной комедии студии Fox «Встань и поддержи» (1934) с Ширли Темпл в главной роли. В том же году актёр сыграл небольшие вокальные роли ещё в трёх картинах, в которых его имя указывалось как Ник Форан, среди них «Перемена настроения» (1934) с Джанет Гейнор и «Джентльменами рождаются» (1934) с Франшо Тоуном, а также романтической комедии «Фермер женится» (1935) с Гейнор и Генри Фондой .
В 1935 году Форан подписал контракт с Warner Bros., где ему сменили имя на Дик Форан и решили сделать из него поющего ковбоя по примеру Джина Отри, который примерно в то же время уже добился популярности на студии Republic Pictures.. Первое появление Форана как певца состоялось в крепком 12-серийном киновестерне «Лунный свет в прерии» (1935), который вышел на экраны 1 ноября 1935 года, через три недели после появления фильма Отри «Летящее перекати-поле» (1935). Как поющий ковбой Форан сыграл главные роли в шести музыкальных вестернах категории В в сезоне 1935—1936 годов и ещё в шести — в сезоне 1936—1937 годов, среди них «Предатель скачет по хребту» (1936), «Калифорнийская почта» (1936), «Песня седла» (1936) и «Следуя на Запад» (1936). Как отметил историк кино Тони Фонтана, «в этих вестернах Форан обязательно пел песню, либо верхом на лошади, либо ухаживая за девушкой. Имена его персонажей менялись, но образ оставался прежним». При этом музыкальный стиль Форана (он пел лёгким баритоном в манере, напоминающей оперную) отличался от фолк-кантри-стиля Отри и песен, характерных для вестернов. В 1937 году наиболее заметными вестернами Форана стали «Пустые кобуры» (1937), «Стрелки Пекоса» (1937), «Блистательные шестёрки» (1937) и «Полоса чероки» (1937). Последним вестерном Форана стал «Гром прерий» (1937), и это был также последний вестерн-сериал студии Warner Bros.
Год спустя, по словам историка кино Хэла Эриксона, Форан «потрясающе сыграл пародию на ковбойскую звезду» в эксцентричной комедии «Мальчик встречает девочку» (1938) с Джеймсом Кэгни, а также в музыкальной комедии с Диком Пауэллом «Ковбой из Бруклина» (1938), истории певца, который выдавал себя за ковбоя, чтобы получить работу на радио. Форан также исполнил главную роль сержанта Королевской канадской конной полиции в приключенческом экшне «Сердце Севера» (1938), который снимался в цвете в системе Technicolor в горах в районе озера Биг-Бэр-Лейк в Национальном парке Сан-Бернардино.
Помимо ролей поющего ковбоя студия Warner Brothers использовала Форана в качестве актёра второго плана в некоторых более значимых фильмах. В 1936 году вышла драма с захватом заложников «Окаменелый лес» (1936) с Хамфри Богартом и Бетт Дейвис в главных ролях, в которой Форан сыграл важную роль служащего кафе, влюбленного в главную героиню, который пытается оказать сопротивление преступникам. На следующий год в политической криминальной драме «Чёрный легион» (1937) Форан сыграл коллегу и друга главного героя Фрэнка Тейлора (Хамфри Богарт), которого он пытается удержать от участия в националистической организации «Чёрный легион», но в итоге получает от Фрэнка пулю в спину. Высоко оценивший картину кинообозреватель «Нью-Йорк таймс» Фрэнк Ньюджент среди прочих актёрских работ отметил и «отличную игру» Форана. Форан был одним из женихов в популярной мелодраме «Четыре дочери» (1938), продолжив роль в сиквелах картины — «Четыре жены» (1939) и «Четыре матери» (1941). В 1939 году он сыграл главную роль в низкобюджетной криминальной комедии Warner Bros «Частный детектив» (1939), где его партнёршей была Джейн Уаймен, а год спустя исполнил роль второго плана в крупнобюджетном военном экшне с Джеймсом Кэгни «Сражающийся 69-й» (1940).
В общей сложности Форан провёл на Warner Bros около трёх лет, после чего перешёл на l, где работал во всём, от сериалов и мюзиклов до фильмов ужасов, а также комедий с Эбботтом и Костелло. Первыми значимыми работами на Universal стали одна из главных ролей в вестерн-комедии «Моя цыпочка» (1940) с Мэй Уэст и У. К. Филдсом, а также значимая роль активиста движения аболиционистов в крупнобюджетной экранизации романа Натаниеля Готорна «Дом о семи фронтонах» (1940).
В том же году Форан сыграл главную роль жёсткого инженера, который борется со злодеями, в вестерн-сериале «Победители Запада» (1940, 13 эпизодов). В следующем вестерн-сериале «Всадники Долины Смерти» (1941, 15 эпизодов) он играл роль лидера группы всадников, которые защищают шахтёрский район от махинаций бизнесменов. Продвигаемый как «сериал за миллион долларов», «Всадники Долины Смерти» с впечатляющим актёрским составом и натурными съёмками в Долине Смерти и каньоне Ред-Рок стал одним из лучших сериалов Universal, хотя и не выглядит на миллион долларов.
Помимо этого Universal, которая знаменита своими фильмами ужасов, задействовала Форана в трёх фильмах этого жанра — «Рука мумии» (1940), «Остров ужаса» (1941) и «Гробница мумии» (1942). В низкобюджентом хорроре «Рука мумии» (1940) , действие которого происходит в Египте, Форан сыграл археолога, который вместе с коллегой находит гробницу с мумией, которую оживляет один из последователей древнего культа. В сиквеле «Гробница мумии» (1942) Форан играет того же археолога, который рассказывает в США о своей экспедиции, однако вскоре после этого гибнет от рук ожившей мумии. В «Острове ужаса» (1941), Форан был владельцем небольшого острова, на котором якобы спрятаны сокровища пирата Генри Моргана. Герой Форана организует на остров небольшую экспедицию, члены которой гибнут один за другим.
Форан также отметился в трёх фильмах Universal со знаменитым комедийным дуэтом Эбботт и Костелло — «На флоте» (1941), «Пусть они летят» (1941) и «Загони их, ковбой» (1942) . В фильме «Загони их, ковбой» (1942) Форан спародировал голливудского героя вестернов, который боится лошадей. Кроме того, в этом фильме он исполнил свою самую известную песню I’ll Remember April.
Студия Universal планировала продолжить серию своих низкобюджетных приключенческих сериалов с участием Ричарда Арлена и Энди Дивайна. Когда Арлен ушёл на студию Pine-Thomas, Форан сменил его, сыграв с Дивайном и Лео Корильо в вестерне «Дорожный агент» (1941) и экшн-комедии «Парень из Канзаса» (1941), после чего ушёл из сериала.
Среди других картин Форана в этот период были музыкальная комедия «Рядовой ковбой» (1942), где играли сёстры Эндрюс и Оркестр Гарри Джеймса, а также романтическая комедия «Это мой парень» (1943), которая стала последним фильмом Форана на Universal .
В 1943—1944 годах Форан ненадолго покинул Голливуд, чтобы сыграть на Бродвее в спектакле «Янки из Коннектикута при дворе Короля Артура», в этот период он также гастролировал со спектаклем «Продавец дождя». Кроме этого, в начале 1940-х годов он также играл в радиошоу «Ранчо» (1943—1945).
Когда Форан вернулся в Голливуд в середине 1940-х годов, его звёздные дни уже остались позади. В 1945 году он сыграл одну из главных ролей в романтической комедии «Приходящая жена» (1945) с Клодетт Кольбер. В 1946 году Форан не сыграл ни в одном фильме, а в 1947 году его единственной работой в кино стала роль второго плана в комедии «Бог дал, Бог взял» (1948) с участием Барри Фицджеральда..
Во второй половине 1940-х годов Форану перестали предлагать главные роли, да и небольших ролей стало меньше. Одной из наиболее заметных стала роль второго плана сержанта Куиннкэннона в вестерне Джона Форда «Форт Апачи» (1948) с участием Джона Уэйна и Генри Фонды. Как отмечено в биографии Форана на сайте Turner Classic Movies, этот фильм «давал серьёзный, аутентичный взгляд на Старый Запад, что резко контрастировало с ностальгическими и идеализированными изображениями ковбоев в предшествовавших работах Форана. Эпоха поющих ковбоев завершилась, но Форан показал, что может с изяществом адаптироваться к меняющимся временам».
После этой картины последовала серия ролей второго плана в вестернах «Помощник маршала» (1949), «Эль Пасо» (1949) с Джоном Пейном, «Эл Дженнингс из Оклахомы» (1951) с Дэном Дьюриа, «Сокровища Рубиновых гор» (1955) с Закари Скоттом и «Чужак в Сьерре» (1957) с Говардом Даффом.
Во второй половине 1950-х годов Форман сыграл в фильмах нуар «Пожалуйста, убей меня» (1956), «Секреты Чикаго» (1957) и «Создатели страха» (1958). В фильме «Пожалуйста, убей меня» (1956) Форан сыграл успешного бизнесмена, которого убивает жена Майра (Анджела Лэнсбери) в расчёте получить его наследство. Однако его лучший друг, опытный адвокат и любовник Майры (Рэймонд Бёрр) добивается её оправдания в суде, после чего узнаёт, что она только использовала его, а на самом деле она влюблена в другого. В разоблачительном нуаре «Секреты Чикаго» (1957) Форан был председателем профсоюза по имени Блейн, который ведёт борьбу с мафией, пытающейся подчинить профсоюз себе, что приводит к тому, что Блейна подставляют в убийстве казначея и приговаривают к смертной казни. И лишь окружной прокурор (Брайан Кит) в итоге спасает Блейна от смертной казни и находит истинных виновников преступления. В политическом нуаре «Создатели страха» (1958) Форан был агентом коммунистов, который преступным путём стал главой социологической компании в расчёте оказать влияние на общественное мнение в США.
В 1959 году в фантастическом триллере «Атомная подводная лодка» (1959) Форан сильно сыграл командира атомной подводной лодки, которая вступает в борьбу с враждебным неопознанным летающим объектом, получившим название «Циклоп». В приключенческой комедии своего давнего друга Джона Уэйна «Риф Донована» (1963) Форан «в салуне играет на пианино и напевает песню перед дракой между Уэйном и Ли Марвином». Два года спустя Форан сыграл отца главной героини в вестерне «Таггерт» (1965). Последней раз Форан появился на большом экране в небольшой роли пожилого старателя в независимом семейном фильме «Ослик Брайти из Большого Каньона» (1966).

## Карьера на телевидении
В 1950—1960-е годы Форан также много работал на телевидении, в частности в сериалах «Приключения Дикого Билла Хикока» (1955), «Общественный защитник» (1955, 2 эпизода), «Перекрёстки» (1955—1956, 3 эпизода), «Театр научной фантастики» (1956, 4 эпизода), «Миллионер» (1957), «Отец знает лучше» (1957), «Мэверик» (1958), «Есть оружие — будут путешествия» (1958), «Представитель закона» (1958—1962, 2 эпизода), «Диснейленд» (1959—1960, 3 эпизода), «Перри Мейсон» (1959—1961, 3 эпизода), «Неприкасаемые» (1960), «Ларами» (1960—1962, 4 эпизода), «Сансет-Стрип, 77» (1962), «Шайенн» (1962), «Дни в Долине Смерти» (1962—1965, 5 эпизодов), «Дымок из ствола» (1963), «Сыромятная плеть» (1965), «Дэниел Бун» (1966—1969, 2 эпизода) и «Бонанза» (1968).
У него была полурегулярная роль начальника добровольной пожарной дружины в семи эпизодах семейного сериала «Лесси» (1961—1964), а также роль приятеля главного героя в 17 эпизодах комедийного сериала «О. К. Крэкерби!» (1965—1966).
Последний раз Форан сыграл на телевидении в 1969 году в семейном телешоу «Мейберри» .

## Актёрское амплуа и оценка творчества
Как пишет обозреватель «Нью-Йорк таймс» Джордж Гудман, Дик Форан был «человеком крепкого, атлетического телосложения, у него были вьющиеся рыжие волосы и рост под 190 см. Он был превосходным наездником, любил и умел петь», Кроме того, по словам киноведа Тони Фонтаны, он обладал «привлекательной внешностью и добрым характером».
Как отмечает Гудман, Форан много работал в жанре вестерн. Хэл Эриксон пишет, что Форан был «приветливым „хорошим парнем“ с хорошим голосом, что в начале карьеры обеспечило ему работу в качестве поющего ковбоя в многочисленных вестернах 1930-х годов». Бивер также обращает внимание на то что «его сильный приятный голос и дружелюбная манера держаться принесли ему заслуженную популярность». По словам историка жанра вестерн Чака Андерсона, «большинство поющих ковбоев отличались лёгкой, домашней манерой пения с налётом кантри. Форан же относился к другой школе с более сильным голосом и оперной манерой пения, что было слишком серьёзно для малобюджетного ковбойского фильма. В остальном же он хорошо справлялся со сценами экшна и умело доносил актёрский текст».
Джим Бивер указывает, что Форан зарекомендовал себя «как лёгкий исполнитель главных ролей в музыкальных вестернах и актёр второго плана в драматических картинах». Фонтана добавляет, что «Форан был кинозвездой фильмов категории В», но также «играл и драматические роли второго плана при звезде фильма».
По словам Бивера, Форан особенно известен по фильмам 1930—1940-х годов, особенно в период его работы на студии Warner Bros. В 1950-е годы он часто играл на телевидении и продолжал время от времени появляться на большом экране вплоть до 1960-х годов. Как отмечает Эриксон, Форан «оставался в кино и на телевидении как надёжный, мило пополневший характерный актёр в течение 1960-х годов».
Всего за свою 45-летнюю карьеру он сыграл почти в 200 фильмах. Более всего, по словам Гудмана, он известен по ролям в фильмах «Окаменелый лес», «Сражающийся 69-й», «Моя цыпочка», «Форт Апачи» и «Риф Донована».

## Личная жизнь
Дик Форан был женат трижды. Его первой женой в 1937 году стала Рут Пайпер Холлингсворт. В этом браке родилось двое сыновей — Майкл и Патрик, однако в 1940 году брак закончился разводом. Во второй раз Форан женился в 1943 году на Кэрол Галлахер. В этом браке родился сын Шон, однако в 1945 году супруги развелись. Наконец, третьей женой Форана стала Сьюзенн Россер. Брак с ней продлился с 1951 года вплоть до смерти актёра в 1979 году, и в этом браке родился сын Томас.

## Смерть
Дик Форан умер 10 августа 1979 года в больнице Панорама-Сити, Лос-Анджелес, Калифорния, в возрасте 69 лет от заболевания крови.

## Фильмография
| Год         |     | Русское название                            | Оригинальное название              | Роль                                                |
| ----------- | --- | ------------------------------------------- | ---------------------------------- | --------------------------------------------------- |
| 1934        | ф   | Смена настроения                            | Change of Heart                    | Ник (в титрах указан как Ник Форан)                 |
| 1934        | ф   | Джентльменами рождаются                     | Gentlemen Are Born                 | Смадж Кейси(в титрах указан как Ник Форан)          |
| 1934        | ф   | Вставай и приветствуй!                      | Stand Up and Cheer!                | Ник Форан (в титрах указан как Ник Форан)           |
| 1934        | ф   | Студенческий тур                            | Student Tour                       | помощник управляющего (в титрах не указан)          |
| 1935        | ф   | Акцент на молодёжь                          | Accent on Youth                    | Бутч (в титрах указан как Ник Форан)                |
| 1935        | ф   | Опасная                                     | Dangerous                          | Тедди                                               |
| 1935        | ф   | Этот маленький мир                          | It's a Small World                 | коп                                                 |
| 1935        | ф   | Дамы любят опасность                        | Ladies Love Danger                 | сержант Бендер (в титрах указан как Ник Форан)      |
| 1935        | ф   | Любитель лотереи                            | The Lottery Lover                  | кадет (в титрах указан как Ник Форан)               |
| 1935        | ф   | Ещё одна весна                              | One More Spring                    | полицейский в парке (в титрах указан как Ник Форан) |
| 1935        | ф   | Товарищи навсегда                           | Shipmates Forever                  | Гиффорд                                             |
| 1935        | ф   | Лунный свет в прериях                       | Moonlight on the Prairie           | Эйс Эндрюс                                          |
| 1935        | ф   | Фермер женится                              | The Farmer Takes a Wife            | Уолт Лансинг (в титрах не указан)                   |
| 1935        | ф   | Там, где начинаются звёзды                  | Out Where the Stars Begin          | Дик Форан (в титрах не указан)                      |
| 1936        | ф   | Большой шум                                 | The Big Noise                      | Дон Эндрюс                                          |
| 1936        | ф   | Калифорнийская почта                        | California Mail                    | Билл Харкинс                                        |
| 1936        | ф   | Тракторы «Эртворм»                          | Earthworm Tractors                 | Эмметт Макманус                                     |
| 1936        | ф   | Золотая стрела                              | The Golden Arrow                   | Томми Блейк                                         |
| 1936        | ф   | Окаменелый лес                              | The Petrified Forest               | Боуз Хертцлингер                                    |
| 1936        | ф   | Жена врага общества                         | Public Enemy's Wife                | Томас Данкан Маккей                                 |
| 1936        | ф   | Песня в седле                               | Song of the Saddle                 | Фрэнк Уилсон                                        |
| 1936        | ф   | Следуя на Запад                             | Trailin' West                      | лейтенант Ред Колтон                                |
| 1936        | ф   | Предатели на хребте                         | Treachery Rides the Range          | капитан Ред Тейлор                                  |
| 1936        | ф   | Воскресный сбор                             | The Sunday Round-Up                | священник Тед Берк                                  |
| 1937        | ф   | Чёрный легион                               | Black Legion                       | Эд Джексон                                          |
| 1937        | ф   | Ослепительные шестёрки                      | Blazing Sixes                      | Ред Бартон (в титрах указан как Поющий ковбой)      |
| 1937        | ф   | Полоса чероки                               | The Cherokee Strip                 | Дик Хадсон                                          |
| 1937        | ф   | Легион дьявольского седла                   | The Devil's Saddle Legion          | Тэл Холладэй                                        |
| 1937        | ф   | Пусты кобуры                                | Empty Holsters Legion              | Клей Брент                                          |
| 1937        | ф   | Стрелки из Пекоса                           | Guns of the Pecos                  | Стив Эйнсли                                         |
| 1937        | ф   | Земля над законом                           | Land Beyond the Law                | Джон «Чип» Дуглас                                   |
| 1937        | ф   | Идеальный образец                           | The Perfect Specimen               | Джинк Картер                                        |
| 1937        | ф   | Гром в прериях                              | Prairie Thunder                    | Род Фаррелл                                         |
| 1937        | ф   | Она любила пожарного                        | She Loved a Fireman                | Джеймс «Ред» Тайлер                                 |
| 1937        | ф   | Воскресенье вечером в «Трокадеро»           | Sunday Night at the Trocadero      | Дик Форан                                           |
| 1938        | ф   | Парень встречает девушку                    | Boy Meets Girl                     | Ларри Томс                                          |
| 1938        | ф   | Ковбой из Бруклина                          | Cowboy from Brooklyn               | Сэм Торн                                            |
| 1938        | ф   | Четыре дочери                               | Four Daughters                     | Эрнест                                              |
| 1938        | ф   | Сердце Севера                               | Heart of the North                 | сержант Алан Бейкер                                 |
| 1938        | ф   | Любовь, честь и поведение                   | Love, Honor and Behave             | Пит Мартин                                          |
| 1938        | ф   | За стеной                                   | Over the Wall                      | Джерри Дейвис                                       |
| 1938        | ф   | Секреты медсестры                           | Secrets of a Nurse                 | Ли Бёрк                                             |
| 1938        | ф   | Сёстры                                      | The Sisters                        | Том Найвел                                          |
| 1939        | ф   | Отважные дочери                             | Daughters Courageous               | Эдди Мур                                            |
| 1939        | ф   | Четыре жены                                 | Four Wives                         | Эрнест Тэлбот                                       |
| 1939        | ф   | Герой на день                               | Hero for a Day                     | Брейни Торнтон                                      |
| 1939        | ф   | Я украл миллион                             | I Stole a Million                  | Пол Карвер                                          |
| 1939        | ф   | Внутренняя информация                       | Inside Information                 | Дэнни Блейк                                         |
| 1939        | ф   | Частный детектив                            | Private Detective                  | Джим Рикки                                          |
| 1940        | ф   | Борющийся 69-й                              | The Fighting 69th                  | лейтенант «Длинный Джон» Уинн                       |
| 1940        | ф   | Дом о семи фронтонах                        | The House of the Seven Gables      | Мэтью Холгрейв                                      |
| 1940        | ф   | Рука мумии                                  | The Mummy's Hand                   | Стив Бэннинг                                        |
| 1940        | ф   | Моя цыпочка                                 | My Little Chickadee                | Уэйн Картер                                         |
| 1940        | ф   | Рейнджеры удачи                             | Rangers of Fortune                 | Джонни Кэш                                          |
| 1940        | ф   | Победители Запада                           | Winners of the West                | Джефф Рэмзи                                         |
| 1941        | ф   | Четыре матери                               | Four Mothers                       | Эрнест Тэлбот                                       |
| 1941        | ф   | Остров ужасов                               | Horror Island                      | Билл Мартин                                         |
| 1941        | ф   | На флоте                                    | In the Navy                        | Динамит Дуган                                       |
| 1941        | ф   | Пусть они летят                             | Keep 'Em Flying                    | Джинкс Робертс                                      |
| 1941        | ф   | Парень из Канзаса                           | The Kid from Kansas                | Канзас                                              |
| 1941        | ф   | Бандитский город                            | Mob Town                           | сержант Фрэнк Конрой                                |
| 1941        | ф   | Всадники Долины Смерти                      | Riders of Death Valley             | Джим Бентон                                         |
| 1941        | ф   | Дорожный агент                              | Road Agent                         | Дюк Мастерс                                         |
| 1942        | ф   | Незаконченное дело                          | Unfinished Business                | Фрэнк                                               |
| 1942        | ф   | Трудная ситуация                            | Behind the Eight Ball              | Билл Эдвардс                                        |
| 1942        | ф   | Бутч заботится о ребёнке                    | Butch Minds the Baby               | Деннис Девлин                                       |
| 1942        | ф   | Держать себя в форме                        | Keeping Fit                        | Дик                                                 |
| 1942        | ф   | Гробница мумии                              | The Mummy's Tomb                   | Стивен Бэннинг                                      |
| 1942        | ф   | Рядовой ковбой                              | Private Buckaroo                   | Лон Прентис                                         |
| 1942        | ф   | Загони их, ковбой                           | Ride 'Em Cowboy                    | Бронко Боб Митчелл                                  |
| 1943        | ф   | Он мой парень                               | He's My Guy                        | Вэн Мур                                             |
| 1943        | ф   | Привет, приятель                            | Hi, Buddy                          | Дейв О’Коннор                                       |
| 1945        | ф   | Приходящая жена                             | Guest Wife                         | Кристофер Прайс (в титрах указан как Ричард Форан)  |
| 1947        | ф   | Бог дал, Бог взял                           | Easy Come, Easy Go                 | Дейл Уиппи                                          |
| 1948        | ф   | Форт Апачи                                  | Fort Apache                        | сержант Куинкэннон                                  |
| 1949        | ф   | Грязный маршал                              | Deputy Marshal                     | Джоэл Бентон / Джед Норти                           |
| 1949        | ф   | Эль Пасо                                    | El Paso                            | шериф Ла Фардж                                      |
| 1950        | с   | Телетеатр «Шевроле»                         | The Chevrolet Tele-Theatre         | (2 эпизода)                                         |
| 1950        | с   | Саспенс                                     | Suspense                           | (1 эпизод)                                          |
| 1950—1954   | с   | Первая студия                               | Studio One                         | разные роли (6 эпизодов)                            |
| 1951        | ф   | Эл Дженнингс из Оклахомы                    | Al Jennings of Oklahoma            | Фрэнк Дженнингс                                     |
| 1951        | с   | Театр «Армстронга»                          | Armstrong Circle Theatre           | (1 эпизод)                                          |
| 1951        | с   | Видеотеатр «Люкс»                           | Lux Video Theatre                  | разные роли (2 эпизода)                             |
| 1951—1954   | с   | Телевизионный театр «Крафта»                | Kraft Television Theatre           | разные роли (4 эпизода)                             |
| 1953        | с   | Письмо к Лоретте                            | Letter to Loretta                  | Фил (1 эпизод)                                      |
| 1954        | с   | Лучшее на Бродвее                           | The Best of Broadway               | Джордж Киттредж (1 эпизод)                          |
| 1954        | с   | Правосудие                                  | Justice                            | разные роли (2 эпизода)                             |
| 1954—1955   | с   | Театр четырёх звёзд                         | Four Star Playhouse                | разные роли (3 эпизода)                             |
| 1955        | ф   | Сокровище Рубиновых гор                     | Treasure of Ruby Hills             | Алан Доран                                          |
| 1955        | с   | Общественный защитник                       | Public Defender                    | Эд Макграт (2 эпизода)                              |
| 1955        | с   | Порт                                        | Waterfront                         | Билл Борден (1 эпизод)                              |
| 1955        | с   | Сцена 7                                     | Stage 7                            | разные роли (2 эпизода)                             |
| 1955        | с   | Час 20th Century-Fox                        | The 20th Century-Fox Hour          | Томас Мара (1 эпизод)                               |
| 1955        | с   | «Ридерс дайджест» на ТВ                     | TV Reader's Digest                 | Джон Тёрнер (1 эпизод)                              |
| 1955        | с   | Мой любимый муж                             | My Favorite Husband                | (1 эпизод)                                          |
| 1955        | с   | Приключения Дикого Билла Хикока             | Adventures of Wild Bill Hickok     | Мэтт Клементс (1 эпизод)                            |
| 1955        | с   | Знакомьтесь с мистером Макнатли             | Meet Mr. McNutley                  | (1 эпизод)                                          |
| 1955        | с   | Звёздный дождь                              | Shower of Stars                    | Харви Хауэлл (1 эпизод)                             |
| 1955—1956   | с   | Театр Деймона Раниона                       | Damon Runyon Theater               | разные роли (2 эпизода)                             |
| 1955 — 1956 | с   | Кульминация                                 | Climax!                            | разные роли (2 эпизода)                             |
| 1955—1957   | с   | Телевизионный театр «Форда»                 | The Ford Television Theatre        | разные роли (4 эпизода)                             |
| 1956        | ф   | Пожалуйста, убей меня                       | Please Murder Me!                  | Джо Лидс                                            |
| 1956        | с   | Кавалькада Америки                          | Cavalcade of America               | (1 эпизод)                                          |
| 1956        | с   | Театр научной фантастики                    | Science Fiction Theatre            | разные роли (4 эпизода)                             |
| 1956—1957   | с   | Перекрёстки                                 | Crossroads                         | разные роли (3 эпизода)                             |
| 1956—1962   | с   | Шоу Рэда Скелтона                           | The Red Skelton Show               | разные роли (5 эпизодов)                            |
| 1957        | ф   | Секреты Чикаго                              | Chicago Confidential               | Артур «Арти» Блейн                                  |
| 1957        | ф   | Чужак в Сьерре                              | Sierra Stranger                    | Берт Гейнс                                          |
| 1957        | с   | Отец знает лучше                            | Father Knows Best                  | Берт (1 эпизод)                                     |
| 1957        | с   | Миллионер                                   | The Millionaire                    | Хью Вэринг (1 эпизод)                               |
| 1957        | с   | Кольт 45                                    | Colt .45                           | Так Диган (1 эпизод)                                |
| 1957        | с   | Цирковой мальчик                            | Circus Boy                         | Буффало Билл Коди (1 эпизод)                        |
| 1957        | с   | В суде                                      | On Trial                           | Ньюкомб (1 эпизод)                                  |
| 1957        | с   | Театр О.Генри                               | The O. Henry Playhouse             | (1 эпизод)                                          |
| 1957        | с   | Шериф Кошиза                                | The Sheriff of Cochise             | Бак (1 эпизод)                                      |
| 1957— 1958  | с   | Дневной спектакль                           | Matinee Theatre                    | (3 эпизода)                                         |
| 1957—1959   | с   | Полицейский штата                           | State Trooper                      | разные роли (2 эпизода)                             |
| 1958        | ф   | Создатели страха                            | The Fearmakers                     | Джим Макгиннис                                      |
| 1958        | ф   | Грохочущие самолёты                         | Thundering Jets                    | подполковник Генри Сполдинг                         |
| 1958        | ф   | Жестокая дорога                             | Violent Road                       | Фрэнк «Сардж» Миллер                                |
| 1958        | с   | Есть оружие — будут путешествия             | Have Gun - Will Travel             | Рой Калверт (1 эпизод)                              |
| 1958        | с   | Мэверик                                     | Maverick                           | шериф Эдвардс (1 эпизод)                            |
| 1958— 1962  | с   | Представитель закона                        | Lawman                             | разные роли (2 эпизода)                             |
| 1959        | ф   | Атомная подводная лодка                     | The Atomic Submarine               | коммандер Дэн Вендовер                              |
| 1959        | с   | Театр 90                                    | Playhouse 90                       | Брейди (1 эпизод)                                   |
| 1959        | с   | Ричард Даймонд, частный детектив            | Richard Diamond, Private Detective | Дэвид Стил (1 эпизод)                               |
| 1959        | с   | Шоу Денниса О”Кифа                          | The Dennis O'Keefe Show            | майор (1 эпизод)                                    |
| 1959        | с   | Янси Дерринджер                             | Yancy Derringer                    | мистер Хэллиган (1 эпизод)                          |
| 1959—1960   | с   | Диснейленд                                  | Disneyland                         | Гэбриел Марион (3 эпизода)                          |
| 1959 —1960  | с   | Разыскивается живым или мёртвым             | Wanted: Dead or Alive              | разные роли (2 эпизода)                             |
| 1959—1961   | с   | Перри Мейсон                                | Perry Mason                        | разные роли (3 эпизода)                             |
| 1960        | ф   | Большая ночь                                | The Big Night                      | Эд                                                  |
| 1960        | ф   | Стадс Лониган                               | Studs Lonigan                      | Патрик Лониган                                      |
| 1960        | с   | Неприкасаемые                               | The Untouchables                   | Джерри Докстоун (1 эпизод)                          |
| 1960—1962   | с   | Ларами                                      | Laramie                            | разные роли (4 эпизода)                             |
| 1961        | с   | Доктор Килдэр                               | Dr. Kildare                        | Пол Адамс (1 эпизод)                                |
| 1961        | с   | Помощник шерифа                             | The Deputy                         | майор Клинт Хаммер (1 эпизод)                       |
| 1961        | с   | Пятеро – это семья                          | Five's a Family                    | Билл Хьюитт (1 эпизод)                              |
| 1961        | с   | Театр предварительного показа «Вестингауз»  | Westinghouse Preview Theatre       | Билл Хьюитт (1 эпизод)                              |
| 1961        | с   | Данте                                       | Dante                              | Вэнс Митчелл (1 эпизод)                             |
| 1961 —1964  | с   | Лесси                                       | Lassie                             | главный пожарный Эд Уошбёрн (7 эпизодов)            |
| 1962        | кор | Вступать ли в брак с человеком другой веры? | Should I Marry Outside My Faith?   |                                                     |
| 1962        | с   | Шайенн                                      | Cheyenne                           | шериф Бигелоу (1 эпизод)                            |
| 1962        | с   | Сансет-Стрип, 77                            | 77 Sunset Strip                    | лейтенант Эллисон (1 эпизод)                        |
| 1962— 1965  | с   | Дни в Долине Смерти                         | Death Valley Days                  | разные роли (5 эпизодов)                            |
| 1963        | ф   | Риф Донована                                | Donovan's Reef                     | офицер австралийских ВМС Шон О’Брайен               |
| 1963        | ф   | Лесси: Рождественский хвост                 | Lassie: A Christmas Tail           | Эд Уошборн                                          |
| 1963        | ф   | Таггарт                                     | Taggart                            | Адам Старк                                          |
| 1963        | с   | Великое приключение                         | The Great Adventure                | Колтон (1 эпизод)                                   |
| 1963        | с   | Дакота                                      | The Dakotas                        | Мэтт Кендрик (1 эпизод)                             |
| 1963        | с   | Дымок из ствола                             | Gunsmoke                           | шериф (1 эпизод)                                    |
| 1964—1968   | с   | Виргинец                                    | The Virginian                      | разные роли (4 эпизода)                             |
| 1965        | с   | Сыромятная плеть                            | Rawhide                            | майор Таггерт (1 эпизод)                            |
| 1965 — 1966 | с   | О.К. Крекерби!                              | O.K. Crackerby                     | Слим (17 эпизодов)                                  |
| 1966        | ф   | Ослик Брайти из Большого Каньона            | Brighty of the Grand Canyon        | ветеран-старатель                                   |
| 1966        | с   | Театр во время отпуска                      | Vacation Playhouse                 | лейтенант Кейси Слейд (1 эпизод)                    |
| 1966 —1969  | с   | Дэниэл Бун                                  | Daniel Boone                       | разные роли (2 эпизода)                             |
| 1968        | с   | Бонанза                                     | Bonanza                            | Эд Гелтнер, адвокат (1 эпизод)                      |
| 1968        | с   | Адам-12                                     | Adam-12                            | Фред Хейнс (1 эпизод)                               |
| 1969        | с   | Мэйберри                                    | Mayberry R.F.D.                    | Кинг Бьюмонт (1 эпизод)                             |
| 1975        | с   | Беги, Джо, беги                             | Run, Joe, Run                      | (1 эпизод)                                          |